# Ель
Ель (лат. Pícea) — род хвойных вечнозелёных деревьев семейства Сосновые (Pinaceae).
Около 40 видов вечнозелёных высоких (в оптимальных условиях произрастания) деревьев (до 96,7 м высотой) с красивой кроной, распространённых в умеренных и холодных (субарктических и субальпийских) районах Северного полушария. В низовьях Енисея и на Таймыре заходит даже в южную часть арктического климатического пояса. Наиболее южные области планетарного ареала ели находятся в высокогорьях субтропиков, например, в горах Юго-Западного Китая, Тайваня, Северной Индии, Непала, Бутана, крайнего северо-востока Мьянмы и Северной Мексики.
Ель может давать молодые побеги-клоны из корней погибшего дерева. На западе Швеции, в национальном парке Фулуфьеллет существует экземпляр ели европейской, названный «Старый Тикко», возраст которого, с учётом нескольких поколений таких клонов, составляет более 9550 лет. Это один из старейших известных древесных организмов на Земле.
Старейшие достоверные ископаемые фрагменты елей найдены в отложениях из олигоцена.

## Этимология
Латинское название происходит от лат. pix смола.
Русское слово «ель» восходит к праслав. *edlь с тем же значением.

## Ботаническое описание
Вечнозелёные деревья.
Корневая система первые 10—15 лет стержневая, затем поверхностная (главный корень отмирает). Дерево слабо ветроустойчиво, часто ветровально.
Крона широко коническая или шпилеподобная (пирамидальная).
Ветви мутовчатые, горизонтально-распростёртые или поникающие. В первые три—четыре года боковых побегов не даёт.
Кора от серого до красновато-коричневого цвета, тонкая и чешуйчатая (сложена из тонких пластинок), иногда со смоляными пузырями (например Picea engelmannii), со временем становится относительно толстой и бороздчатой.
Листья игловидные (хвоя), зелёные, короткие, четырёхгранные, реже плоские, жёсткие и острые, иногда обращённые абаксиальной стороной вверх, с двумя килями на верхней и нижней стороне. Расположены спирально поодиночке, сидят на листовых подушечках. Сохраняются на побегах в течение нескольких (шесть и более) лет. Ежегодно опадает до одной седьмой части хвои. После сильного объедания хвои некоторыми насекомыми, например, бабочкой-монашенкой, возникают щёточные побеги — с очень короткими и жёсткими иглами, напоминающие по внешнему виду щётки.
Растения голосеменные. Семяпочки не заключены в завязь, развиваются на плодущих (семенных) чешуях, образующих шишки; микроспорофиллы собраны в мужские шишки, несут на нижней поверхности два—четыре микроспорангия с пыльцой.
Женские стробилы развиваются на концах ветвей, образуя небольшие шишки, которые после опыления (ветром) разрастаются и делаются повислыми.
Мужские стробилы образуют небольшие серёжки, состоящие из множества тычинок с вытянутыми в длину продольно раскрывающимися двугнёздыми пыльниками, располагаются в пазухах хвои на концах ветвей предыдущего года. Пылят в мае.
Шишки продолговато-цилиндрические, заострённые, не рассыпающиеся, опадают по созревании семян целыми в первый год оплодотворения. Зрелые шишки висячие, сухие, кожистые или деревянистые, длиной до 15 см, диаметром 3—4 см. Шишки состоят из оси, на которой расположены многочисленные кроющие чешуи, а в их пазухах — семенные чешуи, на верхней поверхности которых обычно развивается по 2 семяпочки, снабжённых так называемым ложным крылом. Семена созревают в октябре, разносятся ветром. Не теряют всхожести 8—10 лет.
Начало плодоношения — от 10 до 60 лет (в зависимости от условий произрастания).
Живёт в среднем до 250—300 лет (иногда до 600).
Чистые еловые леса в наиболее благоприятных условиях нередко очень плотные, густые, тёмные. В ельниках часто не бывает подлеска. Ели — светолюбивые деревья и наилучшего развития достигают при полном солнечном освещении, но тем не менее многие их виды довольно теневыносливы не только в молодом, но и в зрелом возрасте. Молодые ели некоторых видов бывают даже тенелюбивы, например, подрост Ели восточной.

## Рост
Саженцы ели очень уязвимы сразу после прорастания и остаются очень восприимчивыми до следующей весны. Более половины смертности проростков ели происходит в течение первого вегетационного периода, а также очень высока в первую зиму когда корневая система сеянцев подвергаются повреждению от обледенения, морозному пучению или эрозии, а также задыхаются полностью перекрытые подстилкой и снежным покровом.
Сеянцы, прорастающие в конце вегетационного периода, особенно уязвимы, потому что они крошечные и не успевают полностью закалиться.
По прошествии первого вегетационного периода уровень смертности обычно резко снижается, но потери часто остаются высокими в течение нескольких лет. «Высадка» - это субъективное понятие, основанное на идее, что после того, как саженец успешно достиг определённого размера, мало что может помешать его дальнейшему развитию. Критерии, конечно, различаются, но Нобл и Ронко (1978) например, считают, что саженцы возрастом от 4 до 5 лет или высотой от 8 до 10 см заслуживают обозначения «установившиеся», поскольку только необычные факторы, такие как снежная плесень, огонь, вытаптывание или нападение вредителей могут помешать успеху регенерации.
Эйс (1967) предложил, что в засушливых местах обитания на минеральной почве или на подстилочных грядках трехлетний саженец можно считать укоренившимся; во влажных местах обитания саженцам может потребоваться 4 или 5 лет, чтобы прижиться на минеральной почве, возможно, дольше на подстилочных грядках. Рост остается очень медленным в течение нескольких или даже многих лет. Через три года после вырубки лесонасаждений в субальпийской Альберте, основной прирост составлял в среднем 5,5 см в высоту на вырубке и 7,3 см в интактных блоках возможно, отражая снижение плодородия с удалением горизонта А.

## Распространение
Широко распространена Ель обыкновенная, или европейская (Picea abies), растущая на огромной площади в северной и средней Европе, особенно в Норвегии, Швеции, Финляндии, европейской части России (от южной границы тундр в Фенноскандии до северной границы чернозёма в средней полосе России).
Ель сибирская (Picea obovata) в европейской части России в местах перекрывания ареалов с елью обыкновенной образует с ней гибридный вид Ель финская (Picea fennica). Занимает северо-восточные и восточные районы, заходя на юг до нижнего течения реки Камы. Ель сибирская растёт также на Урале, в Западной и Восточной Сибири (кроме крайнего севера и северо-востока), на Дальнем Востоке (бассейн верхнего и нижнего течения Амура).
На Кавказе распространена Ель восточная (Picea orientalis) с более мелкой хвоей, чем у ели обыкновенной, ветвями, покрытыми пушком, и вальковатыми шишками с почти круглыми чешуями.
На Дальнем Востоке распространена Ель аянская (Picea jezoensis).
Только на юге Сахалина и южных Курильских островах и в Японии на острове Хоккайдо растёт Ель Глена (Picea glehnii).
В Северной Америке практически на всей территории Канады и Аляски южнее тундровых зон произрастают Ель канадская и Ель чёрная. Первая иногда разводится в степной полосе России.
Другие виды ели встречаются преимущественно в странах Азии (особенно в горных районах Китая) (на юг — до Тайваня) и Северной Америки (вплоть до северной части Мексики).

## Таксономия
Picea A.Dietr. Fl. Berlin 1(2): 794. 1824.
syn. Veitchia Lindl. The Gardeners' Chronicle & Agricultural Gazette 1861: 265.  nom. rej. against Veitchia H.Wendl., 1868 Flora Vitiensis 270. 1868. nom. cons.
Род Ель входит в семейство Сосновые (Pinaceae) порядка Сосновые (Pinales).
|  |               |  |                          |                          |                    |  | ещё 6 семейств |              |              |                |
|  |               |  |                          |                          |                    |  |                |              |              | около 35 видов |
|  |               |  |                          | порядок Сосновые         |                    |  |                |              | род Ель      |                |
|  |               |  |                          | порядок Сосновые         |                    |  |                |              | род Ель      |                |
|  | отдел Хвойные |  |                          |                          | семейство Сосновые |  |                |              |              |                |
|  | отдел Хвойные |  |                          |                          |                    |  |                |              |              |                |
|  |               |  | ещё три вымерших порядка | ещё три вымерших порядка |                    |  |                | ещё 10 родов | ещё 10 родов |                |
|  |               |  |                          | ещё три вымерших порядка |                    |  |                |              | ещё 10 родов |                |

### Виды
Род Ель, по данным Королевских ботанических садов Кью, включает 37 первичных видов и 4 гибридогенных:
- Picea abies (L.) H.Karst. typus — Ель обыкновенная, или Ель европейская
- Picea alcoquiana (H.J.Veitch ex Lindl.) Carrière — Ель Алькокка, или Ель двуцветная
- Picea asperata Mast. — Ель шероховатая
- Picea aurantiaca Mast.
- Picea austropanlanica Silba
- Picea brachytyla (Franch.) E.Pritz. — Ель китайская
- Picea breweriana S.Watson — Ель Бревера
- Picea chihuahuana Martínez — Ель чихуахуа
- Picea crassifolia Kom. — Ель толстоиглая, или Ель толстолистная
- Picea engelmannii Parry ex Engelm. — Ель Энгельмана
- Picea farreri C.N.Page & Rushforth — Ель Фаррера
- Picea glauca (Moench) Voss — Ель белая, или Ель сизая
- Picea glehnii (F.Schmidt) Mast. — Ель Глена
- Picea jezoensis (Siebold & Zucc.) Carrière — Ель аянская, или Ель иезская
- Picea koraiensis Nakai — Ель корейская
- Picea koyamae Shiras.
- Picea likiangensis (Franch.) E.Pritz. — Ель ликиангская
- Picea mariana (Mill.) Britton, Sterns & Poggenb. — Ель чёрная
- Picea martinezii T.F.Patt. — Ель Мартинеса
- Picea maximowiczii Regel ex Mast. — Ель Максимовича
- Picea meyeri Rehder & E.H.Wilson — Ель Мейера
- Picea morrisonicola Hayata — Ель мориссонская
- Picea neoveitchii Mast. — Ель новая Вича
- Picea obovata Ledeb. — Ель сибирская
- Picea omorika (Pančić) Purk. — Ель сербская
- Picea orientalis (L.) Peterm. — Ель восточная
- Picea polita (Siebold & Zucc.) Carrière — Ель изящная, или Ель японская (или Picea torano (Siebold ex K. Koch) Koehne, о легитимности первого названия до сих пор ведётся дискуссия[16])
- Picea pungens Engelm. — Ель колючая, или Ель голубая
- Picea purpurea Mast. — Ель пурпурная
- Picea retroflexa Mast. — Ель отогнутая
- Picea rubens Sarg. — Ель красная
- Picea schrenkiana Fisch. & C.A.Mey. — Ель Шренка
  - Picea schrenkiana subsp. tianschanica (Rupr.) Bykov — Ель тянь-шанская
- Picea sitchensis (Bong.) Carrière — Ель ситхинская
- Picea smithiana (Wall.) Boiss. — Ель Смита, или Ель гималайская
- Picea spinulosa (Griff.) A.Henry — Ель шиповатая, или Ель восточно-гималайская
- Picea wilsonii Mast. — Ель Вильсона

Гибридогенные виды
- Picea ×albertiana S.Br. (Picea engelmannii × Picea glauca)
- Picea ×fennica (Regel) Kom. — Ель финская (Picea abies × Picea obovata)
- Picea ×lutzii Little — Ель Лутца (Picea glauca × Picea sitchensis)
- Picea ×notha Rehder (Picea glehnii × Picea jezoensis)

## Использование
Древесина ели мягкая, лёгкая, не очень прочная, употребляется как строительный материал (доски, брусья), для мелких поделок, для переработки в древесную массу. Ель восточная (кавказская) отличается более прочной древесиной.

### Изготовление музыкальных инструментов
Музыкальные инструменты из ели обладают изумительным звуком, потому что волокна в древесине распределены очень равномерно (такую древесину называют резонансной).
Ель — стандартный материал, используемый в деках для многих музыкальных инструментов, включая гитары, мандолины, виолончели, скрипки и деки в основе фортепиано и арфы.
Верхние деки скрипок итальянских мастеров, в том числе Амати и Страдивари, выполнены из ели.
Ель наряду с кедром часто используется для дек акустической гитары. Основные виды ели, используемые для этой цели, — это ситкинская, энгельманская, адирондакская и европейские ели.

### Лекарство и съедобные качества
Свежие побеги многих елей являются естественным источником аскорбиновой кислоты ― витамина С. Капитан Джеймс Кук делал алкогольное еловое пиво на основе сахара во время своих морских путешествий, чтобы предотвратить цингу у своей команды.
Из листьев и веток или эфирных масел можно варить еловое пиво.
В Финляндии молодые еловые почки иногда используют в качестве приправы или варят с сахаром для приготовления сиропа еловых почек. В ситуациях выживания еловые иглы можно жевать или заваривать в чай.
Зеленые иглы обладают также мочегонным, желчегонным, потогонным и в некоторой степени даже обезболивающим действием. Измельченной сухой смолой ели и сосны, а также мазью из смолы со свиным салом наружно лечат гнойничковые раны и язвы.
Коренные американцы в Северной Америке используют тонкие, гибкие корни некоторых видов для плетения корзин и сшивания кусочков березовой коры на байдарки.

### Другое использование
Продукты лесохимического производства — бумага и картон, целлюлоза, скипидар, канифоль, дёготь, древесный уксус, метиловый спирт.
Из хвои и древесины выделяют разные по составу летучие фракции, состоящие в основном из терпеноидов — так называемые эфирные масла, их главный компонент — пинен.
Применяется в декоративном садоводстве и паркостроении. Примечательна аккуратностью и изяществом кроны, стройностью ствола, теневыносливостью. Живая изгородь из ели очень густа и практически непроходима. Существует множество садовых форм и культиваров.
Часто используется для создания ветрозащитных полос, особенно вдоль дорог.
Семена служат кормом лесным птицам (дятел, клёст) и грызунам (мышь, белка).
Кора используется как дубитель кож.
Хвоя часто используется для приготовления хвойно-витаминной муки на корм скоту.
Еловые ветви называют «лапами», а ломаные ветви (использующиеся как настил) — «лапником».

## Ель в культуре
Ель считалась священным деревом, символизирующим вечную жизнь.
В России и Европе ель является одним из главных символов Рождества (рождественская ёлка) и Нового года (новогодняя ёлка).
Нередко ель становится темой детских песен:

В лесу родилась ёлочка,

В лесу она росла.

Зимой и летом стройная,

Зелёная была.
В России вьюнишники, поздравлявшие молодоженов с Пасхой, носили с собой ёлочку, украшенную лентами, платками и полотенцами. Обычай наряжать на Рождество хвойное дерево пришел в Россию из Германии и соединился с многочисленными славянскими ритуалами, связанными с внесением в дом хвойного дерева в определенные праздничные дни календарного года и жизненного цикла человека.
В культуре старообрядцев Верхокамья ель относится к светлой, «божьей» части природы.
Народная примета:
Длинные сухие еловые веточки к метели сгибаются, к спокойной погоде — распрямляются.